# Phlebotomus sergenti
Phlebotomus sergenti är en tvåvingeart som beskrevs av Aimé Georges Parrot 1917. Phlebotomus sergenti ingår i släktet Phlebotomus och familjen fjärilsmyggor.
Arten är en vektor för parasiten Leishmania tropica som kan orsaka sjukdomen leishmaniasis.